# Сирои (язык)
Сирои (Suroi) — папуасский язык, на котором говорят в деревне Кумисангер округа Саидор провинции Маданг в Папуа — Новой Гвинее. Язык сирои связан с языками аравум, лемио, мигум, пулабу. Некоторое население знают язык гедагед как бывший церковный язык, а английский и ток-писин используются в школах.